# Таква пјесма све осваја
„Таква пјесма све осваја” је кратки филм из 1958. године. Режирао га је Бранко Мајер који је написао и сценарио.

## Улоге
| Глумац         | Улога |
| -------------- | ----- |
| Борис Бузанчић |       |
| Аугуст Цилић   |       |